# La Pesga
La Pesga ist ein westspanisches Dorf und eine Gemeinde (municipio) mit 955 Einwohnern (Stand: 2024) in der Provinz Cáceres im Norden der autonomen Region Extremadura. 

## Lage und Klima
La Pesga liegt in einem Teil des Iberischen Gebirges, in einer Höhe von ca. 445 m. Der Río Alagón begrenzt die Gemeinde im Osten und wird hier zur Embalse de Gabriel y Galán. Die Entfernung nach Cáceres beträgt etwa 90 km (Fahrtstrecke) in südlicher Richtung. Das Klima ist gemäßigt; Regen fällt hauptsächlich im Winterhalbjahr.

## Bevölkerungsentwicklung
| Jahr      | 1970 | 1981 | 1991 | 2001 | 2011 | 2021 |
| Einwohner | 1383 | 1446 | 1413 | 1180 | 1122 | 1018 |

## Sehenswürdigkeiten
- Kirche der Unbefleckten Empfängnis